# Mavrud
Le Mavroud ou Mavrud (aussi appelé Kakcivala, Kacivela, Kausanskii, Karvouniaris, Marvud, Mavraki, Mavro, Mavrouli, Mavrostaphylo, Mavroudion, Mavrudi) est un vieux cépage de raisin noir originaire de Thrace (Bulgarie).
Robuste et productif, il donne un vin apprécié localement qui se bonifie avec le temps. Il a une tendance à l'oxydation.

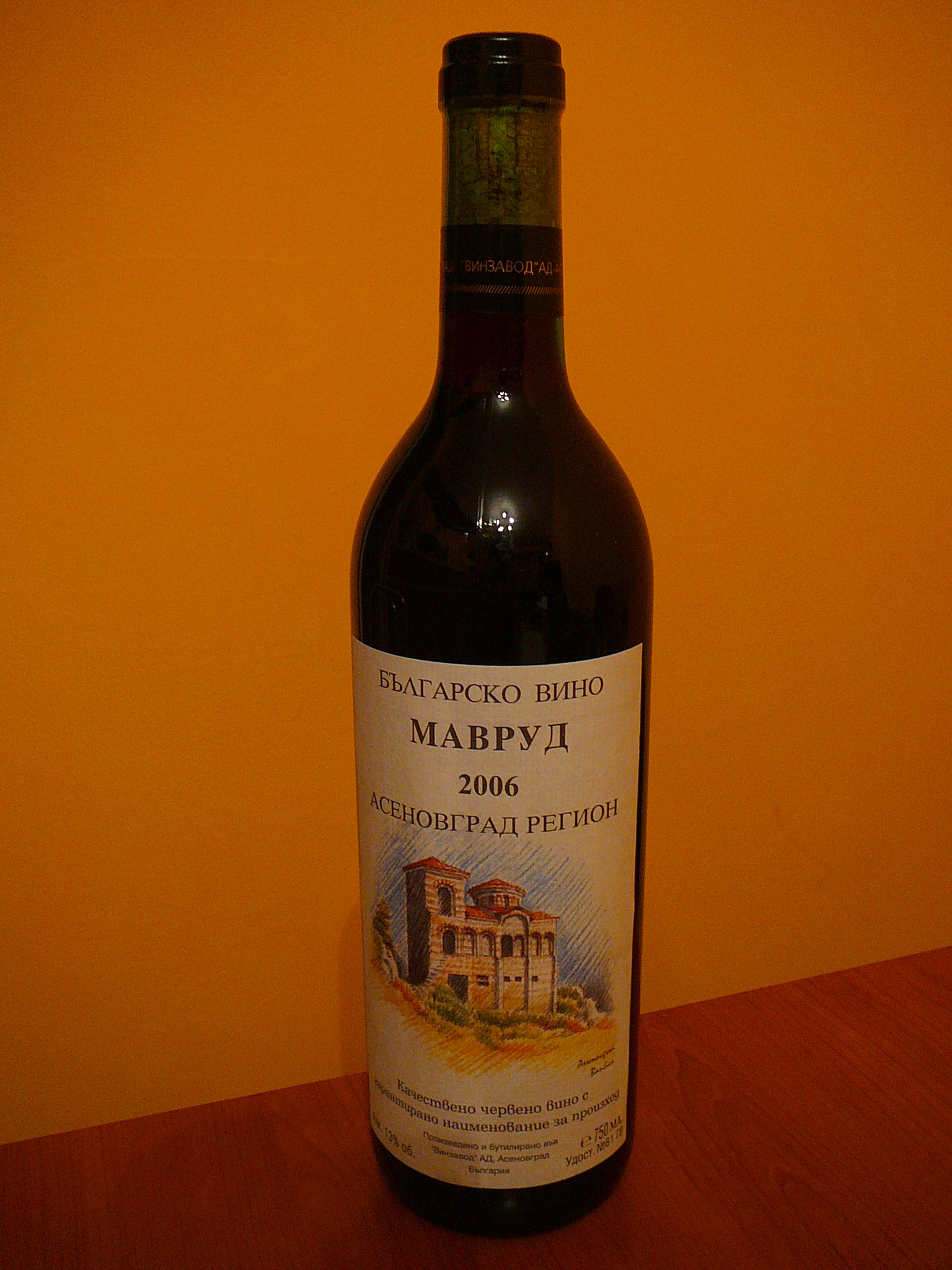
Une bouteille bulgare de Mavrud